# 1+1 (phim)
1+1 (tiếng Pháp: Intouchables [ɛ̃tuʃabl], tựa tiếng Anh: Untouchable hay The Intouchables) là một bộ phim điện ảnh chính kịch đề tài đôi bạn của Pháp công chiếu năm 2011 do bộ đôi Olivier Nakache và Éric Toledano làm đạo diễn. Phim có sự tham gia diễn xuất của François Cluzet và Omar Sy. 9 tuần sau khi ra rạp tại Pháp vào ngày 2 tháng 11 năm 2011, tác phẩm đã trở thành bộ phim bom tấn có doanh thu phòng vé cao thứ hai tại Pháp mọi thời đại, chỉ sau phim Bienvenue chez les Ch'tis năm 2008. Bộ phim được bầu chọn là sự kiện văn hóa của Pháp năm 2011 với 52% số lá phiếu trong cuộc bầu chọn do Fnac thực hiện. Tác phẩm cũng trở thành bộ phim Pháp được xem nhiều nhất thế giới, với 51,5 triệu vé bán ra cho đến năm 2014, trước thời điểm Lucy ra mắt và gặt hái thành công. Phim đã nhận được nhiều đề cử và giải thưởng. Tại Pháp, phim đã giật giải César cho nam diễn viên chính xuất sắc nhất cho Sy và giành được 7 đề cử giải César nữa, trong đó có hạng mục Phim hay nhất.
1+1 từng được khởi chiếu tại Việt Nam lần đầu vào ngày 15 tháng 6 năm 2012. Năm 2013, nhân kỷ niệm 40 năm thiết lập ngoại giao Pháp – Việt Nam, 1+1 đã được tái trình chiếu, lần này là dưới dạng lưu động miễn phí cùng với 3 bộ phim Pháp khác tại 15 thành phố của Việt Nam từ ngày 18 tháng 10 đến ngày 20 tháng 12.

## Nội dung
Truyện phim bắt đầu bằng một cuộc đuổi bắt xe của cảnh sát vào ban đêm tại Paris, mà tài xế của xe bị rượt là nhân vật chính người da đen tên Driss, ngồi bên cạnh là một người lớn tuổi da trắng Philippe, bị liệt. Driss cá độ với Philippe, là với xe thể thao Maserati Quattroporte V họ sẽ thoát khỏi cuộc rượt đuổi của cảnh sát. Tuy nhiên nhân viên cảnh sát giao thông đã chặn được họ. Driss bị lôi một cách thô bạo ra khỏi xe. Nhờ Philippe giả bộ bị lên cơn động kinh và sự giải thích của Driss, đó là lý ông anh ta phải chạy bán mạng, hai người mới không bị phạt, lại còn được cảnh sát hộ tống tới bệnh viện
Kế tiếp là đoạn đầu của cuốn phim khi Driss có cơ hội gặp Philippe. Philippe là một người giàu có, từ khi bị tai nạn khi chơi dù lượn bị liệt từ cổ trở xuống phải kiếm người chăm sóc. Driss, vừa mới được thả tự do sau 6 tháng tù vì tội ăn cướp, tới xin công việc này. Anh ta biết rằng là mình sẽ không được nhận, nên anh ta chỉ xin chữ ký chứng nhận đã đến chỗ Philipe xin việc, với chữ ký đó Driss có thể xin tiền trợ cấp. Tuy nhiên, Philippe lại có ấn tượng về Driss, vì anh ta không tỏ ra thương hại ông mà còn đùa giỡn về sự tàn tật của ông ta. Driss ngạc nhiên là mình được nhận vào làm mặc dù chỉ cho tập sự. Philippe là một người góa vợ, có một cô con gái nuôi và sống với một số người giúp việc nhà trong một Cung điện tại quận Saint-Germain-des-Prés.
Philippe được biết qua người bạn của mình về quá khứ tội lỗi của Driss, nhưng ông không hề lo lắng, miễn sao Driss làm tròn bổn phận của mình. Ông ta tạo cơ hội cho Driss làm quen với nhạc cổ điển và hội họa. Driss thúc dục Philippe, gọi điện thoại cho người bạn gái của mình, Éléonore ở Dunkerque cũng như gởi cho cô ta một tấm hình của mình. Cuộc gặp gỡ không thành, vì trước giờ hẹn Philippe đã rời khỏi quán.  Khi đi ra ngoài, ông đã đi ngang qua Éléonore nhưng 2 người không nhận ra nhau. Philippe, không hài lòng với chính bản thân mình, gọi điện cho Driss và cùng với anh ta ra khỏi Paris trên chiếc phản lực tư Falcon 900. Trên máy bay Philippe cho Driss biết, là đã bán giùm bức tranh của anh ta với giá 11.000 Euro và đưa anh ta số tiền này. Mục đích chuyến đi của Philippe là để cùng Driss bay dù lượn. Driss, người Senegal, lần đầu tiên phải bay dù lượn đầy sợ hãi mặc dù bay chung dù với một huấn luyện viên.
Sau khi trở về, Philipe và Driss gặp người em trai Adama, đến tìm Driss vì không dám về nhà, do cậu vừa có một vết sẹo dài trên mặt, hậu quả sau một vụ chạm trán với một nhóm buôn bán cần sa đối thủ. Nhận thấy gia đình Driss không thể thiếu anh, Philipe đã cho Driss nghỉ việc. Sau đó, Driss đã xin vào làm trong một công ty chuyển phát, và Philipe tìm một người chăm sóc mới cho mình. Tuy nhiên, chẳng ai trong số họ có thể khiến Philipe cảm thấy hài lòng. Cuối cùng, Yvonne phải gọi Driss đến, và anh đã quyết định quay trở lại chăm sóc Philipe. Bộ phim trở lại cảnh đuổi bắt ở đầu phim, sau đó, Driss đưa Philipe đến một ngôi nhà bên bãi biển. Ở đó, Driss đã cố làm Philipe vui vẻ bằng cách tạo kiểu cho bộ râu của Philipe. Cuối phim, Philipe và Driss đi ăn trưa, nhưng Driss đã không ở lại. Đó là một bất ngờ dành cho Philipe, Driss đã bí mật hẹn Éléonore, và tạo điều kiện để hai người gặp nhau. Philipe thực sự xúc động khi nhìn thấy Éléonore. Driss vẫy chào Philipe qua ô cửa sổ và hòa vào dòng người trên bờ biển.

## Sản xuất
Bộ phim dựa trên một câu chuyện có thật về tình bạn của Philippe Pozzo di Borgo và người chăm sóc cho ông, Abdel Sellou. Hai người được phát hiện bởi Isabelle Cottenceau, đạo diễn phim tài liệu À la vie, à la mort.

## Nhạc phim
1. Ludovico Einaudi – "Fly" (3:20)
2. Earth, Wind & Fire – "September" (3:33)
3. Omar Sy, François Cluzet & Audrey Fleurot – "Des références..." (1:08)
4. Ludovico Einaudi – "Writing Poems" (4:09)
5. George Benson – "The Ghetto" (4:57)
6. Omar Sy & François Cluzet – "L'arbre qui chante" (1:01)
7. Terry Callier – "You're Goin' Miss Your Candyman" (7:18)
8. François Cluzet & Omar Sy – "Blind Test" (2:21)
9. Earth, Wind & Fire with The Emotions – "Boogie Wonderland" (4:45)
10. Ludovico Einaudi – "L'origine nascosta" (3:12)
11. Nina Simone – "Feeling Good" (2:53)
12. Ludovico Einaudi – "Cache-cache" (3:51)
13. Angelicum De Milan – "Vivaldi: Concerto pour 2 violons & Orchestra" (3:21)
14. Ludovico Einaudi – "Una mattina" (6:41)

## Doanh thu phòng vé
Sau 4 tuần công chiếu, đến ngày 25 tháng 11 năm 2011, 1+1 đã trở thành bộ phim được theo dõi nhiều nhất tại Pháp vào năm 2011. Sau 16 tuần, hơn 19 triệu khán giả đã đến xem phim tại Pháp. Ngày 10 tháng 1 năm 2012, 1+1 thiết lập kỷ lục khi nắm giữ ngôi quán quân phòng vé trong 10 tuần liên tiếp kể từ khi khởi chiếu tại Pháp. Tác phẩm thu về 166 triệu USD tại Pháp và 444,7 triệu USD trên toàn thế giới tính đến ngày 12 tháng 5 năm 2013.

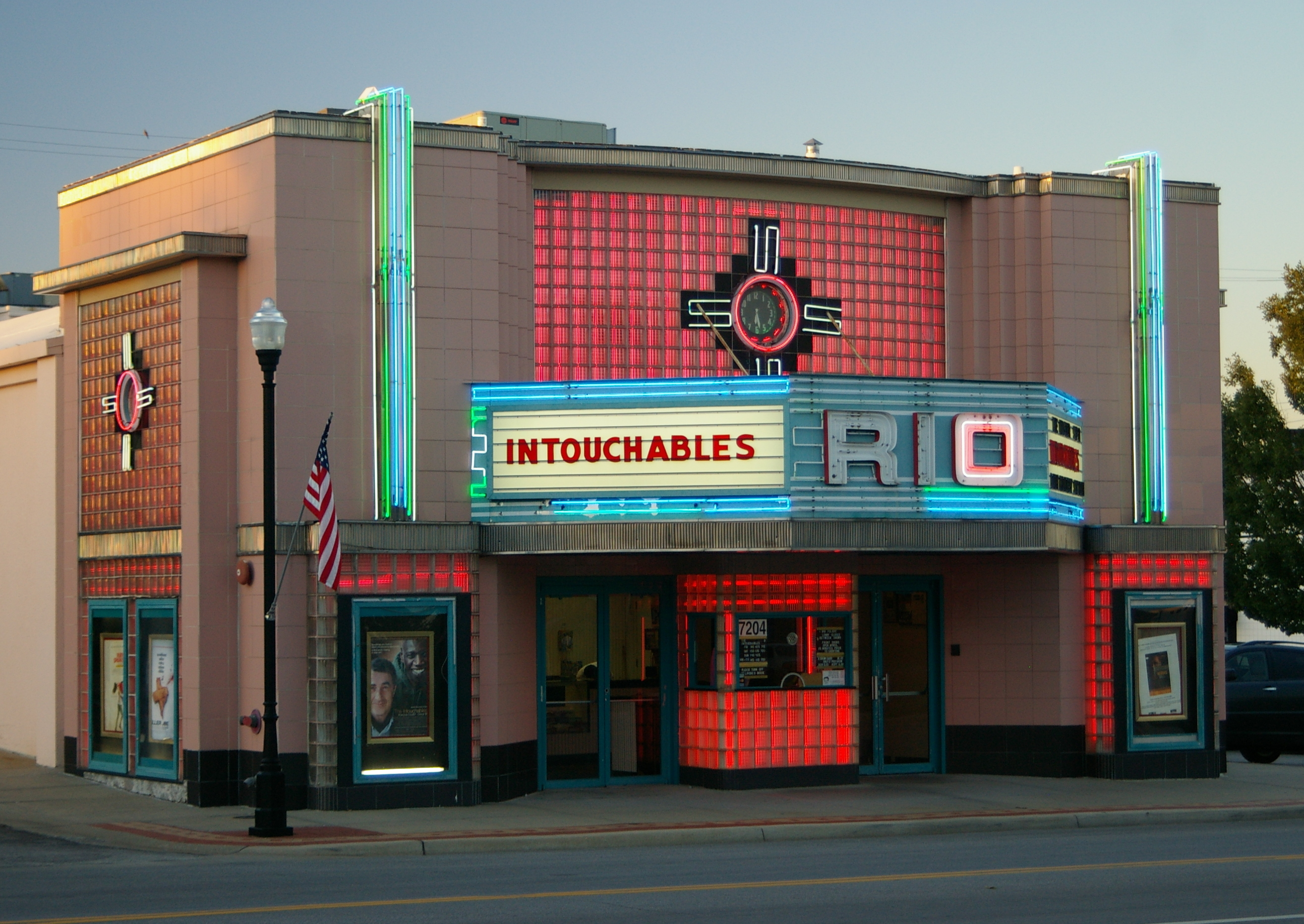
1+1 dưới nhan đề tại Mỹ là Intouchables trình chiếu tại một rạp chiếu phim ở Kansas vào tháng 9 năm 2012.

Ngày 20 tháng 3 năm 2012, 1+1 trở thành phim điện ảnh nói ngôn ngữ ngoài tiếng Anh có doanh thu cao nhất với 281 triệu USD trên toàn cầu. Phim phá kỷ lục mà tác phẩm Sen và Chihiro ở thế giới thần bí nắm giữ trước đó (274,9 triệu USD) và phá luôn kỷ lục phim Pháp ăn khách nhất của The Fifth Element (263,9 triệu USD). Tháng 7 năm 2012, tác phẩm nằm trong top 10 phim ngoại ngữ ăn khách của năm 2012 tại Bắc Mỹ, vượt qua A Separation.
1+1 còn có thành tích bán vé tốt tại một số quốc gia châu Âu, lần lượt đứng đầu bảng xếp hạng phòng vé ở Đức trong 9 tuần liên tiếp, Thụy Sĩ trong 11 tuần, Áo trong 6 tuần, Ba Lan trong 3 tuần, và Ý–Tây Ban Nha–Bỉ trong 1 tuần, tính đến ngày 20 tháng 5 năm 2012. Sau đây là một số kỷ lục phòng vé khác mà phim thiết lập được ở Pháp cũng như trên thị trường quốc tế:
- Với hơn 30 triệu vé bán ra ngoài lãnh thổ Pháp, đây là bộ phim nói tiếng Pháp được ghi hình tại Pháp thành công nhất kể từ năm 1994.[16]
- Tại Mỹ, đây là tác phẩm điện ảnh nói tiếng Pháp ăn khách thứ 4 kể từ năm 1980.[17]
- Tại Dức, đây là bộ phim Pháp thành công nhất kể từ năm 1968.[18]
- Tại Ý, đây là bộ phim điện ảnh Pháp được ghi hình tại Pháp thành công nhất kể từ năm 1997.[16]
- Tại Tây Ban Nha, đây là tác phẩm điện ảnh Pháp được ghi hình tại Pháp thành công thứ hai kể từ năm 1994 chỉ sau Astérix & Obélix contre César (3,7 triệu người xem) phát hành vào năm 1999.[19]
- Tại Hàn Quốc, đây là phim Pháp được ghi hình tại Pháp thành công nhất kể từ năm 1994.[16]
- Tại Israel, đây là phim Pháp được ghi hình tại Pháp thành công nhất kể từ năm 2002.
- Tại Canada (cộng đồng Pháp ngữ), đây là phim Pháp được ghi hình tại Pháp thành công thứ 4 kể từ ngày 1 tháng 1 năm 2000 (tính đến ngày 29 tháng 3 năm 2012), chỉ sau Astérix & Obélix contre César (651.582 người xem), Amélie (569.523 vé) và Les Choristes (364.052 vé bán ra).
- Tại Nhật Bản, đây là phim Pháp thành công nhất từ trước đến nay.[20]

## Đón nhận
1+1 đón nhận nhiều đánh giá tích cực từ giới phê bình. Trên trang Rotten Tomatoes, bộ phim nhận được 75% lượng đồng thuận dựa theo 122 bài đánh giá, qua đó đạt điểm trung bình là 6,7/10. Các chuyên gia của trang web nhất trí rằng: "Tác phẩm xử lý vấn đề tiềm ẩn đầy gai góc bằng đôi găng của trẻ con, [không chỉ vậy] 1+1 còn gặt hái thành công nhờ có dàn diễn viên hùng hậu và hướng đi tương đối nhạy cảm". Trên Metacritic, phim đạt số điểm 57/100, dựa trên 31 bài nhận xét của các nhà phê bình chuyên nghiệp.

### Phản hồi của giới chuyên môn ở Anh
1+1 đã làm cho giới phê bình tại Anh bị chia rẽ. Khi tác phẩm được phát hành chiếu rạp tại Anh vào ngày 21 tháng 9 năm 2012 dưới nhan đề Untouchable, The Independent nhận xét rằng đây "là một bộ phim điện ảnh đôi bạn hạng 3 hầu như không nắm được sự nhã nhặn của chính nó... Tại sao thế giới lại đảo lộn vì bộ phim này? Có lẽ bộ phim mang tính tưởng tượng, xoáy sâu vào các vấn đề chủng tộc/xã hội/văn hóa, giống như cách mà Driving Miss Daisy đã làm 20 năm về trước – một người chủ da trắng giàu có và hà khắc học cách yêu thông qua động lực sống của người nhân viên da đen. Đấy là nước Mỹ phân biệt chủng tộc của thập niên 1940. Cái cớ của bộ phim này là gì vậy?" Robbie Collin của tờ The Telegraph thì đánh giá tác phẩm là "thô tục, dễ xem và thiếu tế nhị giống một bản phim Driving Miss Daisy có phụ đề vậy"; theo lời Collin: "các nhân vật đem đến sự lôi cuốn hơn là các vai diễn mang tính kịch ấn tượng, nhưng trò đùa cợt giữa Sy và Cluzet thường rất hài hước, câu đùa này lại được nảy ra vui vẻ bằng một câu đùa kế tiếp." Một cây viết khác của The Telegraph là Nigel Farndale cho rằng: "Bộ phim sắp được công chiếu ở Anh này đã phá vỡ các kỷ lục phòng vé tại Pháp và Đức, và một trong những nguyên do là phim dường như cho phép khán giả cười cùng chứ không phải có ý giễu cợt những người khuyết tật, đồng thời nhìn nhận những mảnh đời của họ theo cách mà họ chưa từng nhìn chúng trước đây."

### Giải thưởng
1+1 đã thắng Giải Tokyo Sakura Grand Prix dành cho phim hay nhất tại Liên hoan phim quốc tế Tokyo và giải nam diễn viên xuất sắc nhất được trao cho cả Francois Cluzet và Omar Sy vào năm 2011. Tại lễ trao giải César 2012, tác phẩm đã giành được 8 đề cử. Cá nhân Omar Sy giành giải César cho nam diễn viên chính xuất sắc nhất vào ngày 24 tháng 12 năm 2012 nhờ vai diễn Driss (đánh bại đồng nghiệp Jean Dujardin được đề cử với phim Nghệ sĩ).
Tháng 9 năm 2012, có nguồn tin cho rằng 1+1 đã được lựa chọn làm đại diện của điện ảnh Pháp để đi tranh giải Oscar cho phim ngoại ngữ hay nhất tại lễ trao giải lần thứ 85. Tháng 12 năm 2012, phim lọt vào danh sách rút gọn vào tháng 1, nhưng sau cùng không giành được suất có mặt trong các ứng cử cuối cùng.